# Cirkumpolární souhvězdí

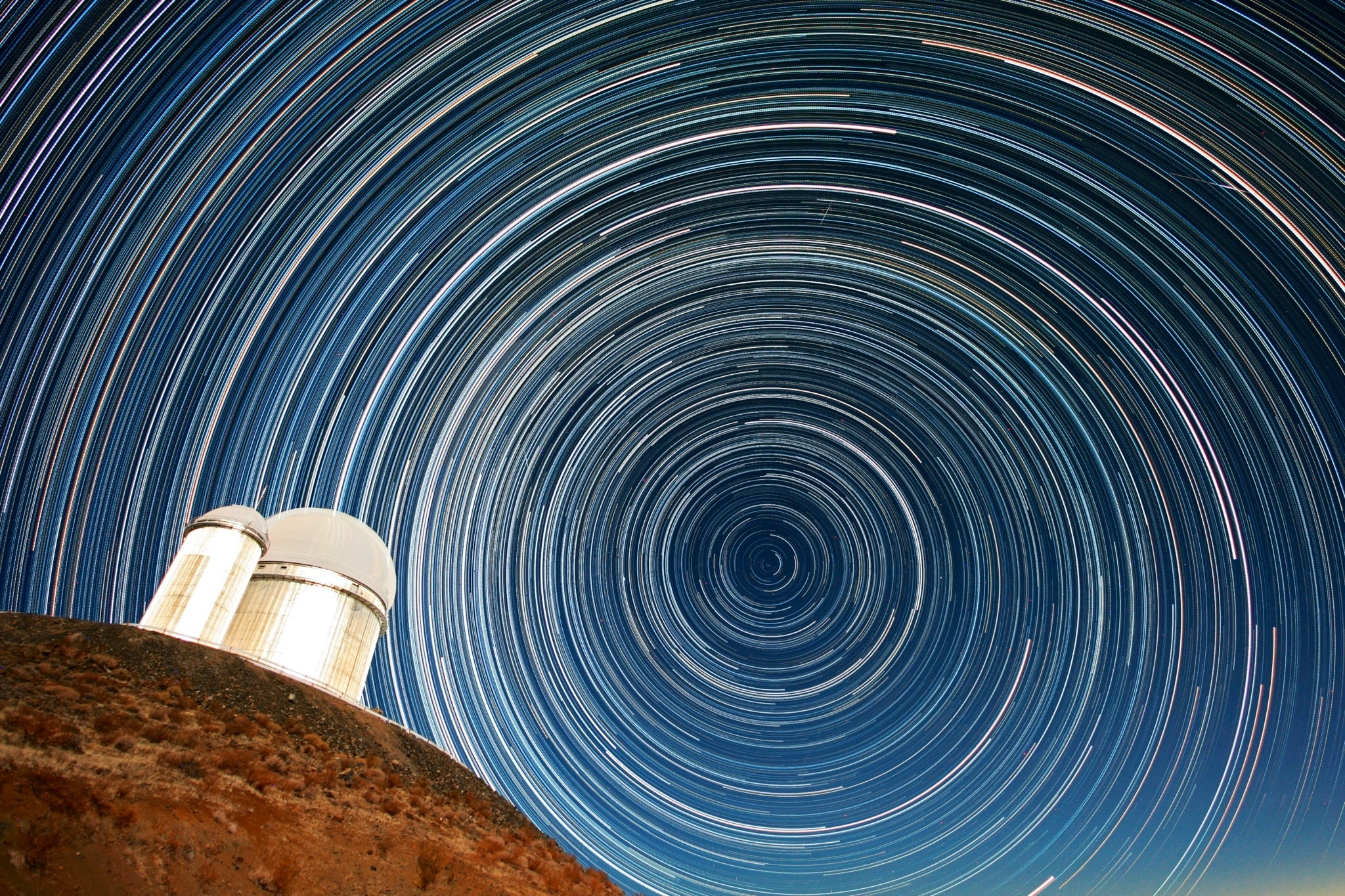
Dlouhá expozice cirkumpolárních souhvězdí

Jako cirkumpolární (z latinského „kolem pólu“, také obtočnové) souhvězdí označujeme to souhvězdí, které nikdy nezapadá za obzor. Podobně i cirkumpolární hvězda jsou ty, které se po celý rok a dokonce i po celý den nachází nad obzorem (typickým příkladem je pro severní polokouli Polárka). Denní svit oblohy nám ovšem nedovolí tyto hvězdy pozorovat po celých 24 hodin. V Evropě jsou cirkumpolární například Malý medvěd, Velká medvědice nebo Cassiopea.
Cirkumpolární jsou takové hvězdy a souhvězdí, které leží blízko nebeských pólů, ale o které jde konkrétně, závisí na poloze pozorovatele (na jeho zeměpisné šířce). Deklinace hvězdy musí být blíže k příslušnému nebeskému pólu (tedy na severní polokouli k severnímu a na jižní polokouli k jižnímu) než 90° minus zeměpisná šířka pozorovatele. U souhvězdí platí, že je cirkumpolární tehdy, když žádná jeho část nezapadá.
Pro představu – pozorovatel stojící na severním pólu považuje za cirkumpolární celou severní oblohu. Naopak pro pozorovatele na rovníku by nebylo cirkumpolární žádné souhvězdí nebo hvězda s výjimkou severního a jižního nebeského pólu (jinak řečeno, všechny hvězdy zakryje na půl dne horizont).

## Cirkumpolární souhvězdí
Mezi cirkumpolární souhvězdí patří souhvězdí Velké medvědice, souhvězdí Žirafy, souhvězdí Draka, souhvězdí Malého medvěda, souhvězdí Kasiopeji a souhvězdí Cefea.